# Plikiai
Plikiai (deutsch Plicken) ist ein Städtchen (miestelis) im Amtsbezirks (seniūnija) Kretingalė der Rajongemeinde Kretinga im litauischen Bezirk Klaipėda. Die Einwohnerzahl belief sich im Jahr 2011 auf 607. Vor 1919 bzw. 1945 war es eine Gemeinde im damaligen preußischen Landkreis Memel.

## Geographie
Die Ortschaft liegt im Gebiet des historischen Memellandes, etwa 16 Kilometer nordöstlich der Stadt Klaipėda (Memel) und vier Kilometer nordwestlich von Sėlinai (Groß Jagschen).

## Geschichte
1891 wurde Plicken durch den Bau der 1896 vollendeten evangelischen Kirche zum Kirchspiel erhoben. Zuvor gehörte die bäuerlich geprägte Siedlung teils zum Kirchspiel Memel und teils zum Kirchspiel Deutsch Crottingen. In der Amtszeit des Ortspfarrers Peter Felix Žematait wurde 1896 auch das Pfarrhaus erbaut. 1928 wurde Johann Tennigkeit dessen Nachfolger. 1906 erhielt die Gemeinde eine Kleinbahnanbindung an die Stadt Memel. Während der litauischen Besatzung kam es 1932 zum Bau der katholischen Šv. Šeimos - Jėzaus, Marijos ir Juozapo bažnyčia (Kirche der Heiligen Familie - Jesus, Maria und Josef). 1925 zählte Plicken 996 Einwohner.
Ab 1944 verließ die deutsche Bevölkerung beim Einmarsch der Roten Armee in Ostpreußen fluchtartig die Ortschaft. Viele Familien schafften es jedoch nicht rechtzeitig oder waren auf der Flucht zur Umkehr gezwungen, da der Landweg ins Deutsche Reich bei Elbing durch den Vorstoß der Roten Armee abgeschnitten wurde. Diese wurden zwischen 1945 und 1953 nach der Eingliederung in die Sowjetunion größtenteils vertrieben oder deportiert. Unter sowjetischer Direktion fand eine Neuverteilung des Landbesitzes statt und die vielen leerstehenden Gehöfte wurden nach und nach durch umgesiedelte Litauer (Schemaitien) übernommen. Religiöse und ethnische Differenzen führten daher vielerorts zu Spannungen zwischen den noch verbliebenen überwiegend evangelischen Memelländern und den katholischen Neusiedlern. Die deutsche Sprache wurde verboten und der lokale Kulturraum „litauifiziert“. Nach Verhandlungen Bundeskanzler Konrad Adenauers mit dem sowjetischen Staats- und Parteiführer Nikita Chruschtschow konnten ab 1958 auch die verbliebenen Deutschen in den ehemaligen Ostgebieten, so auch in Plicken, eine Übersiedlung in die BRD beantragen.

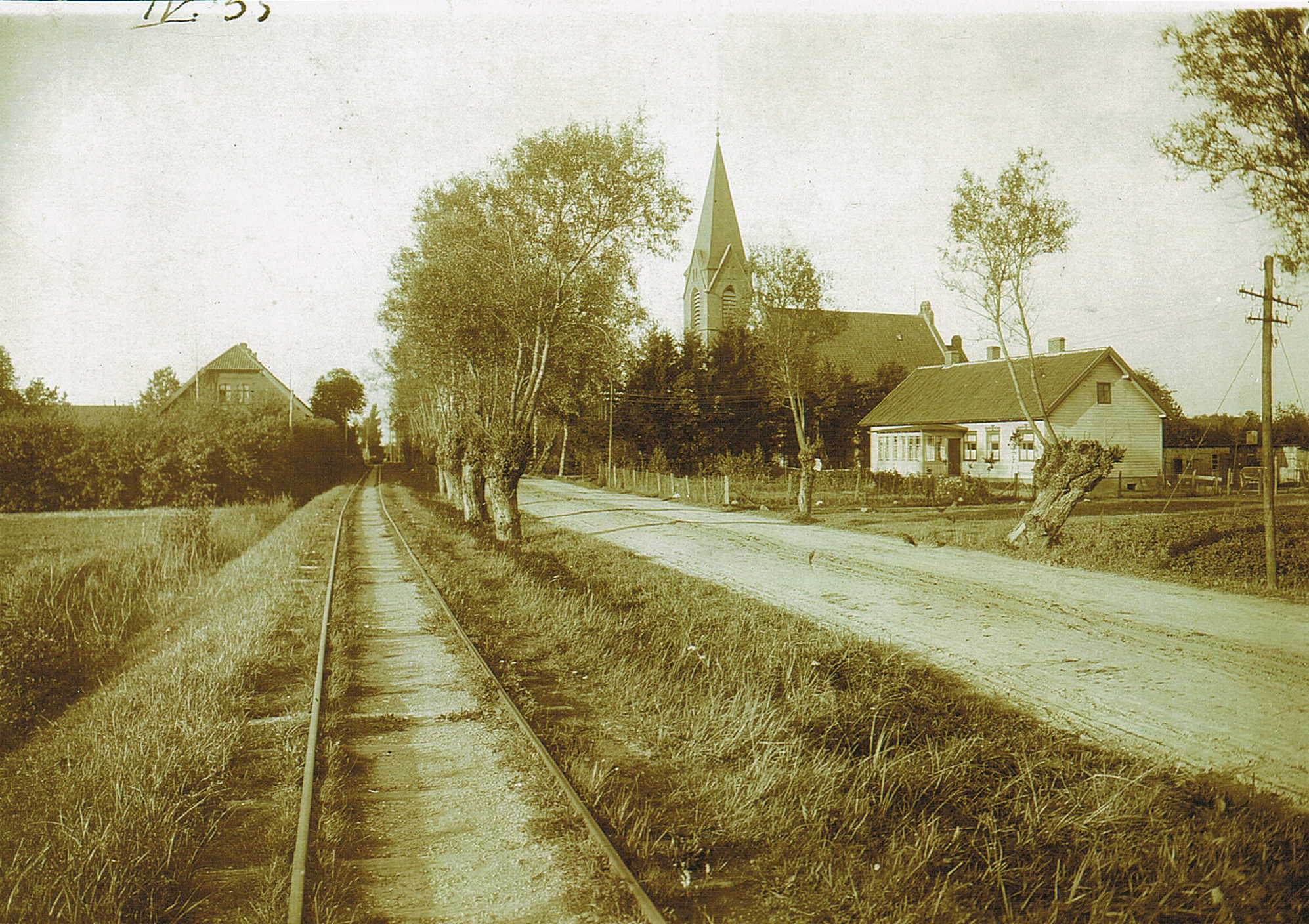
Evangelische Kirche in Plicken im April 1935

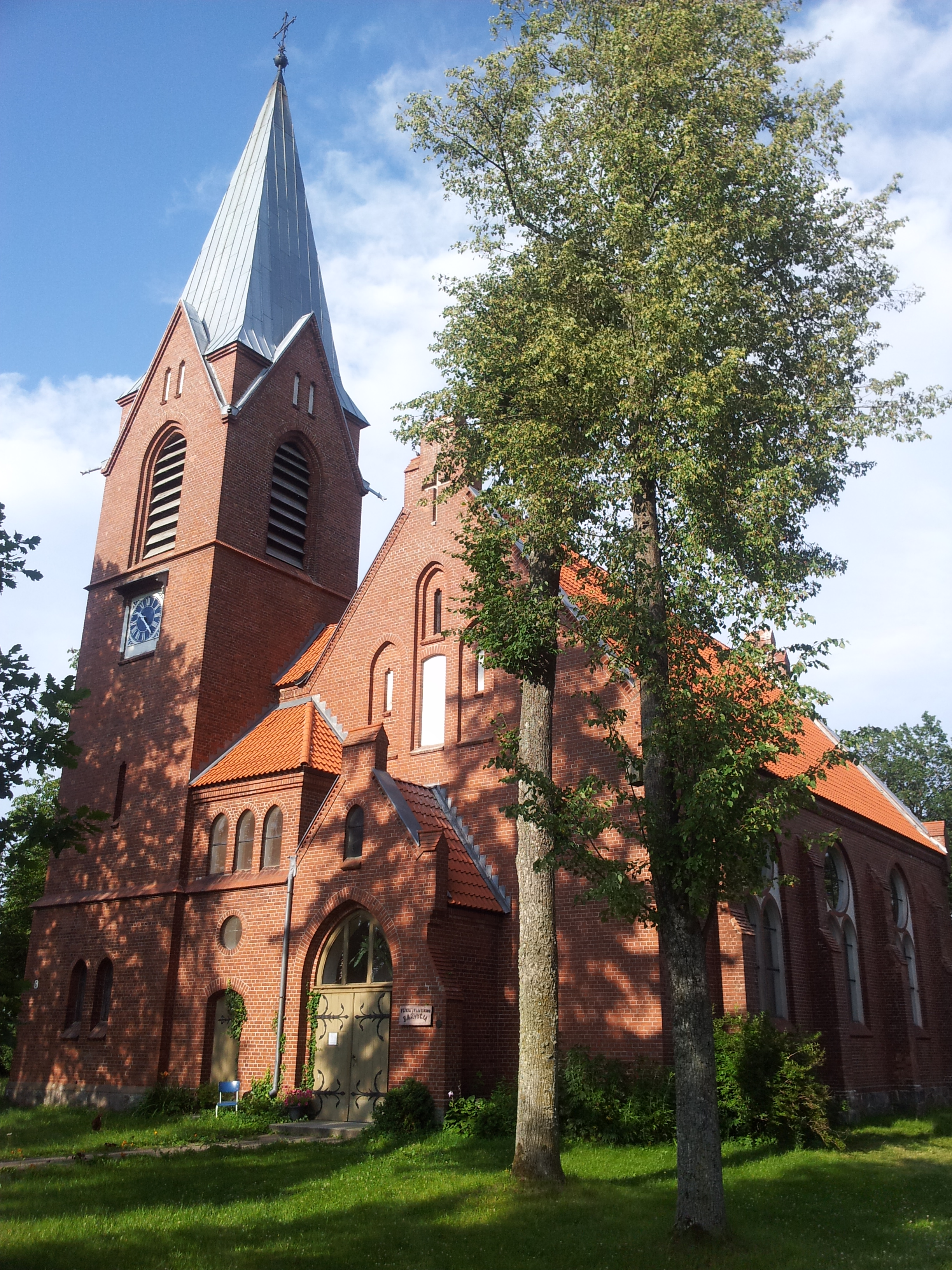
Evangelische Kirche heute

Während der Sowjetzeit waren die Gebäude und der Friedhof im Ort dem Verfall preisgegeben. Nach der Unabhängigkeit Litauens 1991 wurden diese in litauisch-deutscher Zusammenarbeit restauriert. Wichtigster Arbeitgeber vor Ort ist heute das Holz- und Möbelbauwerk der UAB Sakuona.

## Sport
- FK Sakuona Plikiai (Ballsportverein, ehem. SV Plicken, 1919 gegründet)
- FK Klarksonas-Plikiai (Fußballverein)

## Söhne und Töchter (Auswahl)
- George William von Simpson (1820–1886), deutscher Rittergutsbesitzer und Reichstagsabgeordneter